# Gex (série de jeux vidéo)
Pour les articles homonymes, voir Gex (homonymie).
Gex est une série de jeux vidéo ayant pour héros un gecko (espèce de lézard) du nom de Gex aux faux airs de James Bond. Les jeux Gex ont été développés par Crystal Dynamics, qui fera même du personnage principal sa mascotte en 1998. Il s'agit d'une série de jeux d'action-plate-forme en 2D, puis en 3D, qui parodient la société américaine et la télévision.

## Liste des jeux
- Gex sur 3DO, PC, PlayStation et Saturn (seulement aux États-Unis) en 1994.
- Gex: Enter the Gecko sur PC, PlayStation, Game Boy Color et Nintendo 64 en 1998.
- Gex contre Dr. Rez sur PlayStation, Nintendo 64 et Game Boy Color en 1999.